# Malaconothrus assamensis
Malaconothrus assamensis är en kvalsterart som beskrevs av Chakrabarti och Talukdar 1979. Malaconothrus assamensis ingår i släktet Malaconothrus och familjen Malaconothridae. Inga underarter finns listade i Catalogue of Life.